# Îlet Burgaux
L'îlet Burgaux est une petite île inhabitée de la presqu'île de Saint-Anne en Martinique. Il appartient administrativement à Sainte-Anne.
Il fait partie de la réserve naturelle nationale des îlets de Sainte-Anne.

## Géographie
L'îlet, en forme de papillon, est situé sur la côte est de la presqu'île de Sainte-Anne, face à l'Atlantique, entre l'îlet Hardy et l'îlet Poirier, près de l'îlet Percé.

## Histoire
L’îlet Burgaux a un sol squelettique, en partie nu ou recouvert d’un tapis de pourpier de mer, réalisant par endroits un film aux rideaux desséchés.
La roche apparaît rougeâtre à verdâtre. C’est l’unique îlet de la Réserve où les conditions trop contraignantes (absence de sol, exiguïté) ne permettent pas l’installation de ligneux. La richesse spécifique végétale est faible.